# (32265) 2000 PJ1
2000 PJ1 (asteroide 32265) é um asteroide da cintura principal. Possui uma excentricidade de 0.20227000 e uma inclinação de 9.02665º.
Este asteroide foi descoberto no dia 1 de agosto de 2000 por LINEAR em Socorro.